# Chronicles (wideo)
Chronicles – druga kompilacja kanadyjskiego zespołu rockowego Rush wydana w formie wideo.

## Lista utworów
1. Closer to the Heart
2. The Trees
3. Limelight
4. Tom Sawyer
5. Red Barchetta (na żywo)
6. Subdivisions
7. Distant Early Warning
8. Red Sector A (na żywo)
9. The Big Money
10. Mystic Rhythms
11. Time Stand Still
12. Lock and Key
13. The Enemy Within (bonus)
14. Afterimage (bonus)